# Cache Creek (vattendrag)
Cache Creek är ett vattendrag i Kanada.   Det ligger i provinsen British Columbia, i den södra delen av landet, 3 400 km väster om huvudstaden Ottawa.
Trakten runt Cache Creek består i huvudsak av gräsmarker. Runt Cache Creek är det ganska glesbefolkat, med 43 invånare per kvadratkilometer.